# Волнянський Григорій Матвійович
Григорій Матвійович Волнянський (нар. 15 лютого 1921–30 жовтня 1941) — радянський офіцер, артилерист, учасник німецько-радянської війни.
30 жовтня 1941 командир взводу зенітних 85-мм гармат 6-ї батареї 732-го зенітного артилерійського полку лейтенант Г. М. Волнянський одним з перших прийняв бій з танками німецької 2-ї танкової армії. Загинув у цьому бою. Взводом Г. М. Волнянського було підбито 14 німецьких танків, інші відступили. Посмертно нагороджений  орденом Леніна.

## Біографія
Григорій Матвійович Волнянський народився 15 лютого 1921 року в селі Глинськ, Роменський район, Сумська область, нині Україна. Батько і дід Григорія — також родом з цього ж села. З дитинства Григорій любив читати. Величезне враження справила на нього книга М. А. Островського «Як гартувалася сталь». Влітку 1936 року, після початку громадянської війни в Іспанії, як і багато його однолітків, подав заяву з проханням відправити його на фронт в  Іспанію. Отримавши відмову, зайнявся військовою справою: вступив в Осоавіахім, став «Ворошиловським стрілком», здав норми на значок ГПО. Навесні 1939 року, після закінчення середньої школи, вступив у Київський індустріальний інститут.
Будучи студентом хіміко-технологічного факультету, з першого курсу був призваний в РККА Київським РВК. Став курсантом Першого Ленінградського артилерійського училища, пізніше перевівся в Сумське артилерійське училище, після закінчення якого в 1941 році був направлений в 732-й зенітний артилерійський полк, що базувався в  Тулі.
28 жовтня 1941 років зо дві зенітних 85-мм гармати 6-ї батареї під командуванням лейтенанта Г. М. Волнянського були встановлені на танконебезпечному напрямку в місті Тула, незадовго до першої атаки Вермахта на позиції зенітників приїжджав бригадний комісар Сорокін Костянтин Леонтійович, який провів короткий мітинг, сенс якого зводився до того, що сил для нормальної оборони немає, підкріплень немає, противник наступає. Було поставлено завдання «жодного ворожого танка не пропустити до Тули — ось ваш святий завдання!» Зенітники повинні були підтримувати оборону 69-а бригади військ НКВД по охороні особливо важливих підприємств промисловості 156-го полку НКВС. Крім того, тут же був закопаний в землю танк КВ-1 з непрацюючим двигуном, напевно, останній танк 11-ї танкової бригади або 108-ї танкової дивізії.

## Бій зенітників проти танків
30 жовтня 1941 року о 6:30 командир взводу лейтенант Г. М. Волнянський прийняв бій з наступаючими на Тулу зі сторони Орловського шосе танками 2-ї танкової армії (ударна бойова група полковника Г. Ебербасі в кількості до 50 машин. Зліва від шосе знаходились пушки політрука Михайла Сизова, праворуч — лейтенанта Григорія Волнянського. На другій лінії оборони перебували ще дві гармати, які передбачалося використовувати для протиповітряної оборони, проте під час бою, коли передові пушки були знищені, їх довелося викотити на заміну.
За спогадами колишнього командира 732-го зенітно-артилерійського полку протиповітряної оборони М. Т. Бондаренка, «використовуючи своє чисельну і технічну перевагу, ворог намагався 29 жовтня з ходу оволодіти Тулою. Для цієї мети він виділив 5-6 бронемашин, 12-15 танків і 5-6 автомашин з піхотою». За спогадами очевидця подій В. І. Пудовеєва, німецькі танки безперешкодно проїхали по Орловському шосе до позицій взводу Волнянська, оскільки не спрацювали міни, встановлені радянськими саперами на шосе.
За спогадами політрука М. І. Сизова, розпалений боєм Волнянський командував організовано, не дивлячись на те, що «навіть дихати часом було важко» через дим і гарь, адже безперестанку лунали вибухи. За його словами, «рухалися танки групами з інтервалом 500—600 метрів. Стріляли навмання, так як туман прикривав передній край оборони».
Особовий склад радянських військ зазнав великих втрат: практично всі зенітники були поранені, багато вбито. Деякі німецькі танки змогли підійти на 50-70 метрів і вели прямий обстріл розрахунків зеніток. Григорій Волнянський загинув під час другої атаки о 8:50.
За радянськими даними, у двох атаках взводом Г. М. Волнянського було підбито 14 німецьких танків, інші відступили. Посмертно нагороджений орденом Леніна. Разом з Г. М. Волнянським за бої того дня були нагороджені командир гармати Ф. Н. Нікітенко, червоноармієць І. І. Беспалов, командир гармати М. Г. Козак, червоноармієць А. В. Волокіткін, заступник політрука В. Ф. Шейко, політрук М. І. Сизов і командир батареї М. Н. Зайцев. Оборонні позиції лейтенанта Г. М. Волнянського були захоплені німецькими військами, а зенітні пушки виведені з ладу.
З 30 жовтня по 2 листопада 1941 роки тривали запеклі бої за Тулу, проте спроба німців захопити місто з ходу не вдалася. Також провалилися спроби оволодіти Тулою шляхом обходу піхотними з'єднаннями.
Лейтенант Г. М. Волнянський був похований на Всіхсвятської кладовищі в місті Тулі 31 жовтня 1941 року.

## Нагороди
- Орден Леніна (посмертно)